# Klaus Bittner (Ruderer)

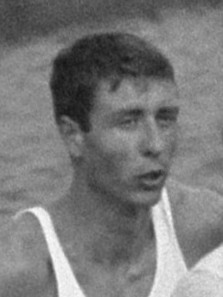
Klaus Bittner (1964)

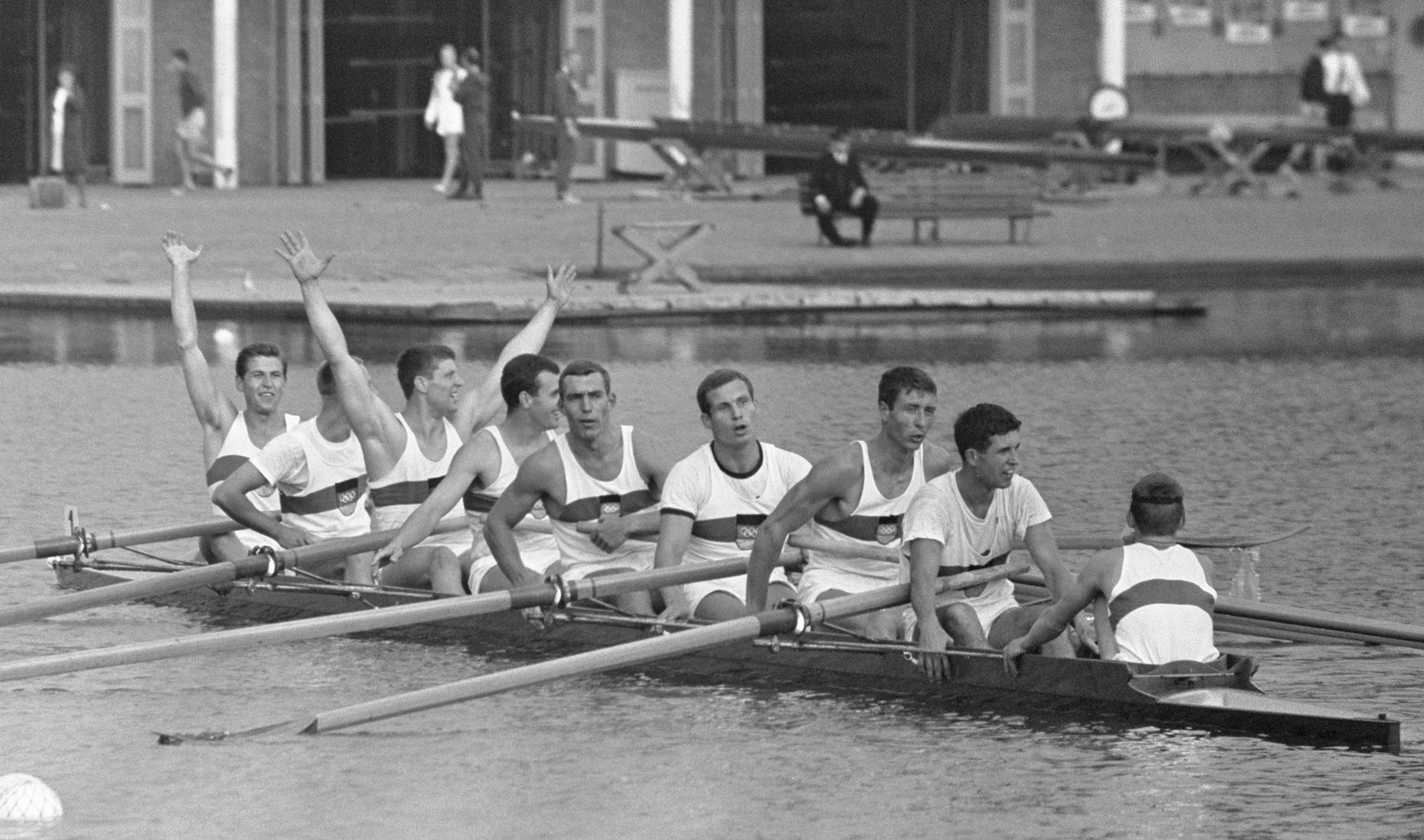
Die Europameister von 1964, Bittner ist Dritter von rechts

Klaus Bittner (* 23. Oktober 1938 in Görlitz) ist ein ehemaliger deutscher Ruderer. Er gewann 1960 in Rom olympisches Gold.
Bittner startete für den Ruderclub ATV Ditmarsia Kiel. 1959 wurde der Achter der Renngemeinschaft vom Ratzeburger Ruderclub und Ditmarsia Kiel Deutscher Meister. Die Besatzung Klaus Bittner, Karl-Heinz Hopp, Hans Lenk, Manfred Rulffs, Frank Schepke, Kraft Schepke, Walter Schröder und Karl-Heinrich von Groddeck mit Steuermann Willi Padge siegte kurz darauf auch bei den Europameisterschaften 1959. Das Medienecho auf diesen Sieg des Deutschland-Achters war enorm, die Bootsbesatzung wurde zur Mannschaft des Jahres gewählt.
1960 gewann der Achter bei den Deutschen Meisterschaften vor dem Achter von Germania Düsseldorf 1904. Bittner, die Gebrüder Schepke und Hopp gewannen auch die Meistertitel im Vierer ohne Steuermann und im Vierer mit Steuermann. Für die Qualifikation zur gesamtdeutschen Mannschaft gegen die Boote aus der DDR teilte sich der Düsseldorfer Achter in einen Vierer mit und einen Vierer ohne auf, der Achter aus Ratzeburg und Kiel unter dem Trainer Karl Adam qualifizierte sich für die Olympischen Spiele. Bei den olympischen Regatten auf dem Albaner See siegte der Achter in seinem Vorlauf und gewann auch im Finale in einer Zeit von 5:57,18 Minuten vor dem Boot aus Kanada. Erneut wurden die neun Sportler als Mannschaft des Jahres ausgezeichnet.
1961 trat Bittner mit den Schepke-Brüdern und Hopp sowie Steuermann Reiner Brümmer als Vierer mit Steuermann an. Das Boot von Ditmarsia Kiel siegte sowohl bei den Deutschen Meisterschaften als auch bei den Europameisterschaften. 1963 wurde der inzwischen für Ratzeburg startende Bittner in einer Renngemeinschaft Ratzeburger Ruderclub und Lübecker RG von 1885 Europameister im Vierer ohne zusammen mit Christian Prey, Egon Böttcher und Gerd Wolter.
1964 saß Bittner wieder im Ratzeburger Achter. Das Boot in der Besetzung Horst Meyer, Jürgen Plagemann, Jürgen Schröder, Karl-Heinrich von Groddeck, Hans-Jürgen Wallbrecht, Klaus Behrens, Klaus Bittner und Klaus Aeffke mit Steuermann Thomas Ahrens wurde Deutscher Meister und Europameister. Im Finale der Olympischen Spiele in Tokio unterlag das Boot den US-Amerikanern und gewann Silber.
Für seine sportlichen Erfolge wurde er am 9. Dezember 1960 mit dem Silbernen Lorbeerblatt ausgezeichnet.
Klaus Bittner war nach seiner Karriere Oberstudienrat in Bad Segeberg. Ab 1969 war er mehrere Jahre lang als Sportlehrer am Georgii-Gymnasium in Esslingen am Neckar tätig.